# Ao Vivo (álbum de Zeca Pagodinho)
Ao Vivo é o primeiro álbum ao vivo do cantor e compositor brasileiro Zeca Pagodinho. O álbum foi lançado em 1999 em CD e VHS e em 2000 em DVD e certificado com disco de platina triplo pela ABPD pela vendagem de 750.000 cópias (CD) e DVD de diamante pela vendagem de 100.000 cópias (DVD).

## Faixas do CD
| N.º | Título                                                                                      | Compositor(es) | Duração |  |
| 1.  | "Faixa Amarela" (part. Dudu Nobre)                                                          | Zeca Pagodinho / Jessé Pai / Luis Carlos / Beto Gago                                                                          | 4:00    |  |
| 2.  | "Posso Até Me Apaixonar"                                                                    | Dudu Nobre | 3:20    |  |
| 3.  | "Não Sou Mais Disso"                                                                        | Zeca Pagodinho / Jorge Aragão                                                                                                 | 3:45    |  |
| 4.  | "Vivo Isolado do Mundo"                                                                     | Alcides Dias Lopes | 2:59    |  |
| 5.  | "Coração em Desalinho"                                                                      | Monarco / Ratinho | 3:05    |  |
| 6.  | "Seu Balancê"                                                                               | Toninho Geraes / Paulinho Rezende                                                                                             | 3:39    |  |
| 7.  | "Vai Vadiar"                                                                                | Monarco / Ratinho | 4:30    |  |
| 8.  | "Rugas"                                                                                     | Nelson Cavaquinho / Augusto Garcez / Ari Monteiro                                                                             | 2:20    |  |
| 9.  | "Feirinha da Pavuna/Luz do Repente/Bagaço da Laranja"                                       | Jovelina Pérola Negra; Arlindo Cruz / Franco / Marquinho PQD; Zeca Pagodinho / Arlindo Cruz                                   | 1:47    |  |
| 10. | "Sem Essa de Malandro Agulha"                                                               | Jayme Vignoli / Aldir Blanc                                                                                                   | 2:38    |  |
| 11. | "Chico Não Vai na Corimba" (part. Chico da Corimba)                                         | Zeca Pagodinho / Dudu Nobre                                                                                                   | 4:29    |  |
| 12. | "Papel Principal"                                                                           | Almir Guineto / Luverci Ernesto / Dedé Paraizo                                                                                | 3:37    |  |
| 13. | "Saudade Louca"                                                                             | Arlindo Cruz / Acyr Marques / Franco                                                                                          | 4:03    |  |
| 14. | "Camarão Que Dorme a Onda Leva / São José de Madureira / Dor de Amor" (part. Beth Carvalho) | Beto sem Braço / Zeca Pagodinho / Arlindo Cruz; Beto Sem Braço / Zeca Pagodinho; Arlindo Cruz / Zeca Pagodinho / Acyr Marques | 4:59    |  |
| 15. | "Sapopemba e Maxambomba"                                                                    | Nei Lopes / Wilson Moreira | 4:05    |  |
| 16. | "Minha Fé"                                                                                  | Murilão | 3:22    |  |
| 17. | "Lua de Ogum"                                                                               | Zeca Pagodinho / Ratinho | 2:48    |  |
| 18. | "Samba pras Moças"                                                                          | Roque Ferreira / Grazielle | 2:30    |  |
| 19. | "Verdade"                                                                                   | Nelson Rufino / Carlinhos Santana                                                                                             | 5:32    |  |

## Faixas do DVD
1. Minha Fé
2. Faixa Amarela
3. Posso Até Me Apaixonar
4. Papel Principal
5. Saudade Louca
6. Sem Essa de Malandro Agulha
7. Chico Não Vai na Corimba
8. Vai Vadiar
9. Rugas
10. Feirinha da Pavuna/Luz do Repente/Bagaço da Laranja
11. Sapopemba e Maxambomba
12. Pedacinho do Céu
13. Não Sou Mais Disso
14. Vivo Isolado do Mundo
15. Coração em Desalinho
16. Seu Balancê
17. Lua de Ogum
18. Samba pras Moças
19. Verdade

## Extras do DVD
- Discografia
- Videoclipes ("Posso Até Me Apaixonar" e "Vai Vadiar")

## Músicos
- Violão: Paulão
- Saxofone e flauta: Eduardo Neves
- Teclado: Alfredo Galhões
- Baixo: Maurício Almeida
- Cavaquinho: Dudu Nobre
- Bateria: J.B Maia
- Percussão: Jaguara, Macalé, Uraci Cardoso e Marcos Esguleba
- Coro: Afonsina Pires, Ari Pinheiro Bispo, Zélia Bastos dos Santos, Dudu Nobre e Paulão

## Certificações
| Brasil (ABPD)                             | 3× Platina (CD) Diamante (DVD) | 2000 | 750.000*(CD) 100.000*(DVD) |
| *número de vendas baseado na certificação |                                |      |                            |